# Латеральная система
Латеральная система навигационного оборудования (лат. laterālis «боковой») — система навигационного ограждения участков водной поверхности или объектов, представляющих опасность для плавания. Одна из двух, наряду с кардинальной, систем плавучего ограждения морских или речных опасностей.
Латеральная система используется, как правило, для ограждения продольных судовых ходов, имеющих ярко выраженные стороны. К таким судовым ходам можно отнести фарватеры, морские и речные каналы, полосу судового движения на реках.
В качестве предостерегающих знаков используются бакены, буи, вехи, а также береговые ограждения в виде маяков, створов и береговых знаков.
Движение судов по латеральной системе осуществляется либо между предостерегающими знаками, либо вдоль осевой линии, по которой стоят знаки. Стороны фарватера однозначно привязываются либо к направлению течения на реках, либо к направлению следования с моря.
Следует различать окраску знаков латеральной системы на внутренних водных путях (ВВП) России (СССР) и на море. На ВВП левой (по течению) стороне присвоен белый цвет, правой — красный (см. ниже). Знаки морской латеральной системы делятся по типу окраски на два типа: А и В. На морских навигационных картах обязательно указывается к какому типу относится данный район, например:Регион А — красный слева.
Международной ассоциацией маячных служб (МАМС) для всего мира приняты два типа латеральной системы, которые отличаются противоположной цветовой кодировкой:
Латеральная система типа А («красный слева») — левая сторона: знаки красного цвета, бакены цилиндрической (прямоугольной) формы; правая сторона: знаки белого, чёрного или зелёного цвета, бакены конусной (треугольной) формы. Используется в Европе, в том числе и в России, в Австралии, частично в Африке, преимущественно в Азии, за исключением Филиппин, Кореи и Японии

Латеральная система типа В («красный справа») — цвета знаков полностью противоположны системе А. Используется в Северной, Центральной и Южной Америках, Филиппинах, Корее и Японии.
В России, относящейся к Региону A, цветовое обозначение сторон в морских устьях рек имеет следующий смысл: со стороны моря используется морская латеральная система (при движении с моря — красный слева), а со стороны реки — речная система (при движении по течению — красный справа). Поскольку течение реки направлено в сторону моря, знаки красного цвета всегда обозначают одну и ту же географическую сторону, меняется только расположение цветов относительно наблюдателя при смене направления движения. Границы между морской и речной системами ограждения указываются на картах и в лоциях.
На развилках буй красят в два цвета: сверху — окраска для основного хода, снизу — для второстепенного.